# Sarañana
Sarañana es una entidad de población española del municipio de Todolella, perteneciente a la provincia de Castellón, en la Comunidad Valenciana.

## Historia
Hacia mediados del siglo XIX, el lugar, ya por entonces perteneciente a Todolella, tenía contabilizada una población de 45 habitantes. Aparece descrito en el decimotercer volumen del Diccionario geográfico-estadístico-histórico de España y sus posesiones de Ultramar de Pascual Madoz con las siguientes palabras:

SARAÑANA: ald. con alc. p. dependiente del ayunt. de Todolella (1/2 hora) de la prov. de Castellon de la Plana (15 leg.), part. jud. de Morella (2 1/2), aud. terr. y c. g. de Valencia (25), dióc. de Tortosa (15): sit. en un hondo combatido por los vientos del N. y E.; su clima es templado y sano. Tiene 2 casas; la del ayunt. y la de la cárcel derribada; una capilla dedicada á San Miguel Arcangel aneja de Todolella y servida por el cura de la parr. de este pueblo y una ermita (San Cristóbal Mártir) en la cumbre de una montaña. Confina su jurisd. por N. con el Forcall; E. Cincotorres; S. la Mata, y O. Todolella: comprende varias casas de campo, y algunos montes. El terreno es de buena calidad, bañado por el r. Cantavieja: los caminos son locales en buen estado. El correo se recibe por Todolella á donde acuden los mismos interesados. prod.: trigo, cebada y patatas; mantiene ganado lanar, cabrio y de cerda; hay caza de conejos, liebres y perdices, y alguna pesca de barbos y madrillas. ind.: la agrícola. pobl.: 8 vec., 45 alm. cap. prod.: 150,000 rs. imp.: 9,000. contr.: 425.
(Madoz, 1849, p. 859)

En 2023, la entidad singular de población tenía empadronados tres habitantes y el núcleo de población, también tres.